# 薩爾克納彭峰
72°19′S 1°2′E / 72.317°S 1.033°E
薩爾克納彭峰是南極洲的山峰，位於東部南極洲的毛德皇后地，屬於斯維爾德魯普山脈的一部分，處於伊辛根山以北，由挪威的製圖師根據測量和空中照片繪入地圖。